# Druckgradientenmikrofon
Ein Druckgradientenmikrofon (besser: Mikrofon mit Druckgradientencharakteristik) beschreibt eine Mikrofonbauform hinsichtlich ihrer akustischen Funktionsweise. Die Mikrofonkapsel ist dabei im Gegensatz zu einem Druckmikrofon rückseitig offen, die Membran ist daher für den Schall von allen Seiten zugänglich. Je nach Variante ergeben sich beim einfachen Druckgradientenmikrofon Richtcharakteristiken zwischen Niere und Acht.
Beim Druckgradientenmikrofon sind die erzeugten elektrischen Signale dem Druckgradienten proportional. In der Lehre werden alle Mikrofone außer den reinen Druckempfängern (Kugelcharakteristik) als Druckgradientenempfänger bezeichnet. Darum ist auch die breite Niere (zwischen Kugel und Niere) ein Druckgradientenempfänger. Von der Wirkungsweise sind das alles Richtmikrofone.

## Prinzip und Eigenschaften

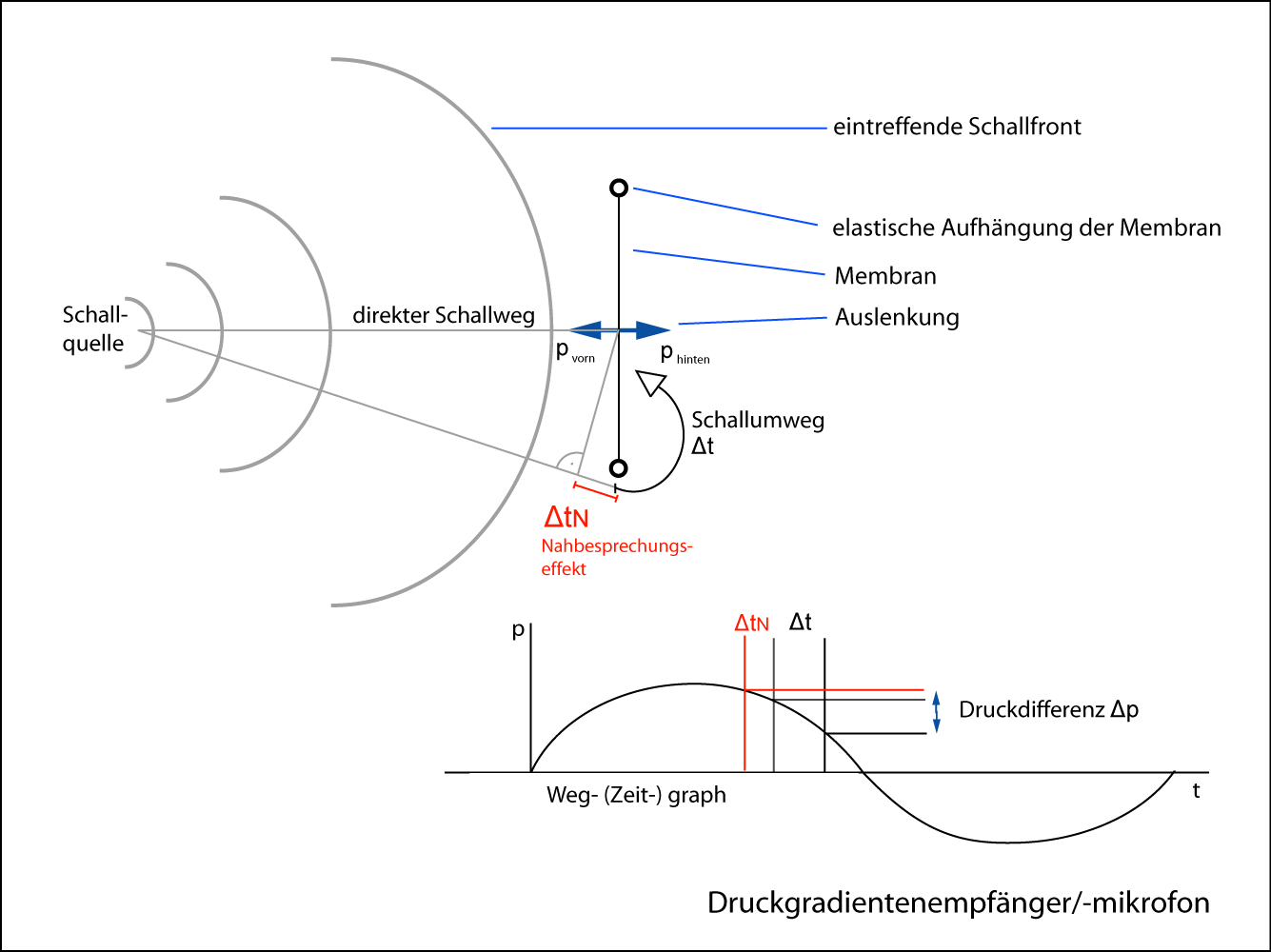
Abbildung 1: Prinzip des Druckgradientenmikrofons

Das Merkmal eines Druckgradientenmikrofons besteht darin, dass die schallaufnehmende Membran dem Schallfeld von beiden Seiten ausgesetzt ist. Da der Schall auch die Rückseite der Membran erreicht, folgt diese nicht dem absoluten Schalldruck, wie es beim Druckempfänger der Fall ist, sondern dem Druckgradienten, also der aus dem akustischen Umweg zwischen Vorder- und Rückseite resultierenden Druckdifferenz.
Diese Differenz ergibt sich, da der Schall um die Membran herumwandern muss, um sich auch auf ihrer Rückseite auszuwirken. Die dazu benötigte Zeit {\displaystyle \Delta t} resultiert in einer „Druckdifferenz“ (einem Druckgradienten).
{\displaystyle \Delta p=p_{\text{vorn}}-p_{\text{hinten}}}
Bei gegebenem {\displaystyle \Delta t} ist der Druckgradient umso höher, je schneller der Schalldruckwechsel erfolgt. Zu tiefen Frequenzen hin sinkt der resultierende Druckgradient {\displaystyle \Delta p} entsprechend ab. Siehe: akustischer Kurzschluss.
Trifft ein Signal genau von der Seite (90°) auf die Membran, so ergibt sich keine Druckdifferenz und somit auch keine Membranbewegung. Daraus folgt auch, dass bei Beschallung der Membranrückseite die Polarität des resultierenden Mikrofonsignals gedreht (spannungsinvertiert) ist.

## Akustische Besonderheiten
Druckgradientenmikrofone sind nicht für die Aufnahme tiefster Frequenzen geeignet. Die tiefste darstellbare Frequenz hängt von dem Umweg {\displaystyle \Delta t} ab, den der Schall zurücklegen muss, um den Druckgradienten an der Membranrückseite auszugleichen.
Ein weiterer Effekt ist der Nahbesprechungseffekt (siehe Abbildung 1): Auf die Membran eintreffende Wellenfronten sind nah der Schallquelle stark gekrümmt, da sie sich kugelförmig ausbreiten. Dadurch steigt der akustische Umweg {\displaystyle \Delta t}, somit auch der Gradient und damit die Empfindlichkeit zu tiefen Frequenzen hin an. Bei Mikrofonabständen zur Schallquelle, die unterhalb etwa eines halben Meters liegen, reagieren Druckgradientenempfänger daher mit deutlicher Bassanhebung. Umgekehrt klingen Druckgradientenmikrofone im größeren Abstand von der Schallquelle recht tiefenarm.

## Richtcharakteristiken

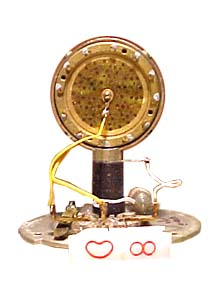
Kondensatormikrofonkapsel in Doppelgradientenbauweise mit umschaltbarer Charakteristik (Neumann U48)

Die Richtcharakteristik ist in der beschriebenen Grundbauweise die einer Acht.
Durch die Symmetrie der Mikrofonkapsel und ihre Aufhängung im Mikrofon lassen sich auch andere Richtcharakteristiken realisieren. Die Hersteller arbeiten mit akustischen Laufzeitgliedern (akustische „Umwege“ zwischen Membranvorder- und Rückseite) und mit nach hinten akustisch halb abgeschlossenen Systemen. So ergeben sich Richtcharakteristiken, die zwischen Kugel und Acht liegen, wie die „Breite Niere“, die Niere, die Superniere und die Hyperniere.
Manchmal haben Kondensatormikrofone in Druckgradientenbauweise eine umschaltbare Richtcharakteristik. Solche Großmembransysteme werden als Doppelgradientenmikrofon (auch: Doppelgradientenempfänger) gebaut, die mit zwei kombinierten Membranen „Rücken an Rücken“ arbeiten. Die Richtcharakteristiken ergeben sich aus der Kombination unterschiedlicher Membranladungen und Signalpolaritäten der beiden Membranen
| Grafik                                        | Grafik                                              | Grafik                                                |
| Acht Figure Eight Druckgradientenanteil 100 % | Hyperniere Hypercardioid Druckgradientenanteil 75 % | Superniere Supercardioid Druckgradientenanteil 63,4 % |

| Grafik                                    | Grafik                                                | Grafik                                          |
| Niere Cardioid Druckgradientenanteil 50 % | Breite Niere Subcardioid Druckgradientenanteil 33,3 % | Kugel omnidirectional Druckgradientenanteil 0 % |

Sämtliche Richtcharakteristiken außer der Kugel (Druckmikrofon) können nur mit Druckgradientenmikrofonen realisiert werden. Die meisten im Handel erhältlichen Mikrofone haben die akustische Bauform eines Druckgradientenmikrofons. Nur die Richtcharakteristik einer Kugel deutet bei einem nicht umschaltbaren Mikrofon auf die akustische Bauform eines Druckmikrofons hin.